# 城端線
城端線（じょうはなせん）は、富山県高岡市の高岡駅から富山県南砺市の城端駅に至る西日本旅客鉄道（JR西日本）の鉄道路線（地方交通線）である。

## 概要
散居村とチューリップ栽培で有名な砺波平野を縦貫する地域輸送路線で、終点の城端駅からは世界遺産である白川郷・五箇山の合掌造り集落への加越能バスの路線がある。
沿線に高等学校が多数存在するため、朝夕における高校生の利用が中心である。
1980年、沿線にチューリップ畑があることや城端を「常花」にあやかり、フラワーライン常花線としてイメージアップを展開し、各駅に特徴のある花や樹木類を設置していた。
2015年3月14日の北陸新幹線開業を控えて、2010年にJR西日本の佐々木隆之社長（当時）は、赤字対策として城端線を廃止してバス転換を行うか、本数削減などを含めて地元自治体と協議したいとしていたが、2012年1月28日に北陸新幹線金沢開業後も引き続きJR西日本が運営するとともに、運転本数についても大幅な変更はないと発表した。このため、本路線は、氷見線のほかにはJRの在来線と接続しない路線となっている。
高岡市では各種団体等からの提案を受けて、城端線と氷見線の直通化、万葉線高岡軌道線からの乗り入れ、城端線の一部電化を検証したことがある。この城端線・氷見線直通化は、臨時列車のみながら、2015年10月10日から運転を開始した後述の観光列車「ベル・モンターニュ・エ・メール」（愛称：べるもんた）で実現している。
2023年10月23日、富山県や沿線自治体などが今後の経営のあり方を話し合う「城端線・氷見線再構築検討会」が開かれ、氷見線とともに第三セクター鉄道のあいの風とやま鉄道がJR西日本より経営を引き継ぐ方針を固めた。県は、再構築計画の素案を同年11月に示すよう準備を進め、11月29日に開かれた城端線・氷見線の再構築検討会で提示された素案では、あいの風とやま鉄道がJR西日本から城端線と氷見線の経営を引き継ぐ際の施設整備にかかる費用として約342億円を想定し、このうちJR西日本が150億円を拠出、新型鉄道車両をあわせて34両を176億円をかけて導入する、両線の運行本数を1日当たり60本程度まで増発しパターンダイヤを導入するなどとした。両線のあいの風とやま鉄道への移管は「再構築の実施計画が開始される2024年2月からおおむね5年後で新型鉄道車両の導入がすべて完了する時期」とした。なお、国土交通大臣は当計画を地域公共交通の活性化及び再生に関する法律第24条第2項に基づき、2024年（令和6年）2月8日付けで認定を行なった。
全区間を金沢支社北陸広域鉄道部が管轄している。また、2017年4月15日からは高岡駅 - 新高岡駅間に限りICカード「ICOCA」が利用できるようになった。

### 路線データ
- 管轄（事業種別）：西日本旅客鉄道（第一種鉄道事業者）
- 路線距離（営業キロ）：29.9km
- 軌間：1067mm
- 駅数：14（起終点駅含む）
  - 「データで見るJR西日本」においての城端線の駅数は、起終点駅を駅数に含む一方で、新高岡駅を北陸新幹線の駅として計上しているため、所属駅を13駅としている。なお、起点の高岡駅はかつては北陸本線の所属[10]であったが、同線のあいの風とやま鉄道への移管により、JRの駅としては城端線所属に変更された。
- 複線区間：なし（全線単線）
- 電化区間：なし（全線非電化）
- 閉塞方式：特殊自動閉塞式（軌道回路検知式）
- 運転指令所：金沢総合指令所（北陸広域鉄道部高岡CTC）
- 最高速度：85km/h
- 平均通過人員： § 利用状況を参照
- IC乗車カード対応区間：
  - ICOCAエリア：高岡駅 - 新高岡駅間のみ（2024年時点）

## 運行形態・使用車両

### 旅客列車
定期列車は普通列車のみで、1時間あたり1 - 2本程度の運転である。定期列車は全て高岡駅 - 城端駅間を運行する。かつては砺波発高岡行きが存在したが、2021年3月13日のダイヤ改正で廃止された。朝ラッシュ時は、平日は上り2本（土休日は上り1本）があいの風とやま鉄道線富山駅まで直通運転している。以前は早朝の1往復は休日運休であったが、大学入試センター試験2日目は臨時列車として運転されていた。2015年3月14日に全列車が毎日運転に統一されたが、2021年3月13日のダイヤ改正で土休日運休となっている。 
車両は、金沢総合車両所富山支所所属のキハ40形・キハ47形気動車が運用されている。ワンマン運転の1 - 3両編成で運転されており、イベント時を除き車掌は乗務しない。2004年3月27日からは漫画『忍者ハットリくん』のキャラクターが描かれた「忍者ハットリくん列車」にて運行されることがあり、2012年10月14日からは氷見線・城端線沿線の4市町のキャラクターをデザインした列車として高岡市の「あみたん列車」、11月5日からは砺波市の「チューリップ列車」、12月10日から南砺市の「NANTO君列車」、氷見市の「キット君列車」が運行されており、運行車両は当日に高岡駅の改札前のディスプレイ画面で確認できる。
2015年10月10日より観光列車として、臨時快速「ベル・モンターニュ・エ・メール」（愛称：べるもんた）が運行されている。当初は、毎週土曜日に新高岡駅・高岡駅 - 氷見線氷見駅間で、毎週日曜日に高岡駅 - 城端駅間で運行していたが、2017年3月4日以降は毎週土曜日が高岡駅 - 城端駅間、毎週日曜日が新高岡駅・高岡駅 - 氷見線氷見駅間の運行となり、2021年7月4日からは日曜日の新高岡発氷見行き2本のうち1本が砺波発氷見行きとなっている。

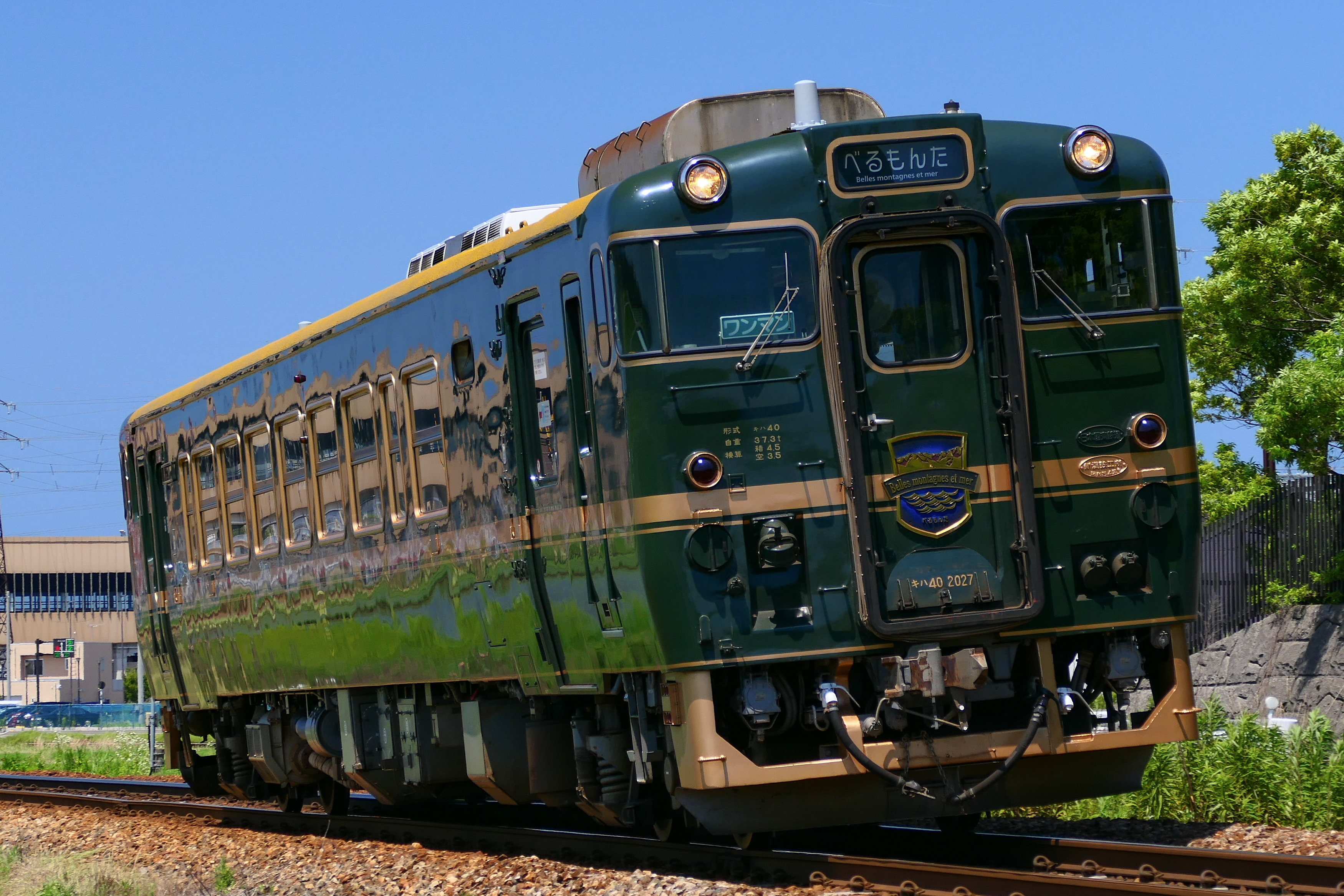
「ベル・モンターニュ・エ・メール」（2023年6月17日）
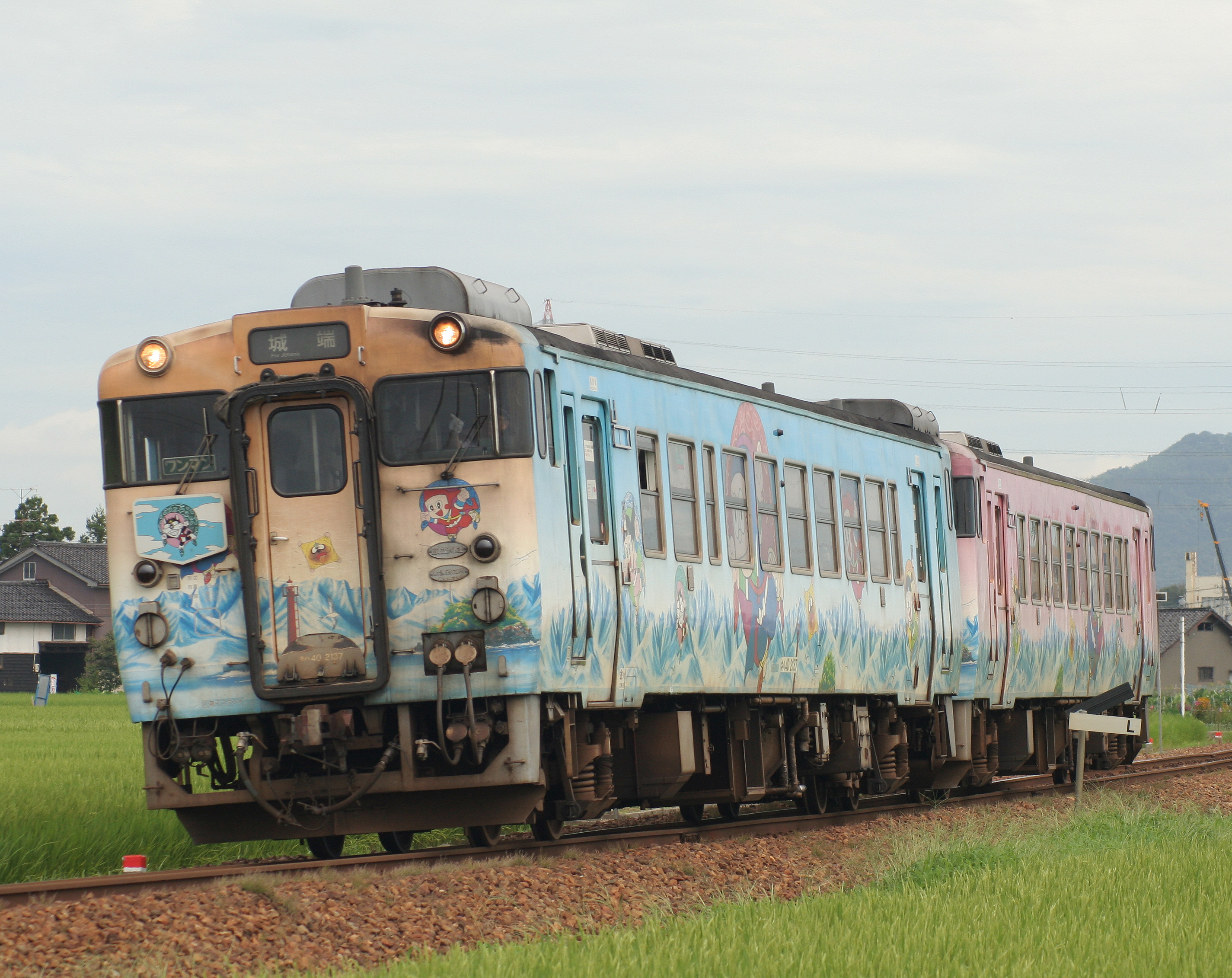
城端線を走る旧塗装の「忍者ハットリくん列車」（2009年8月12日）
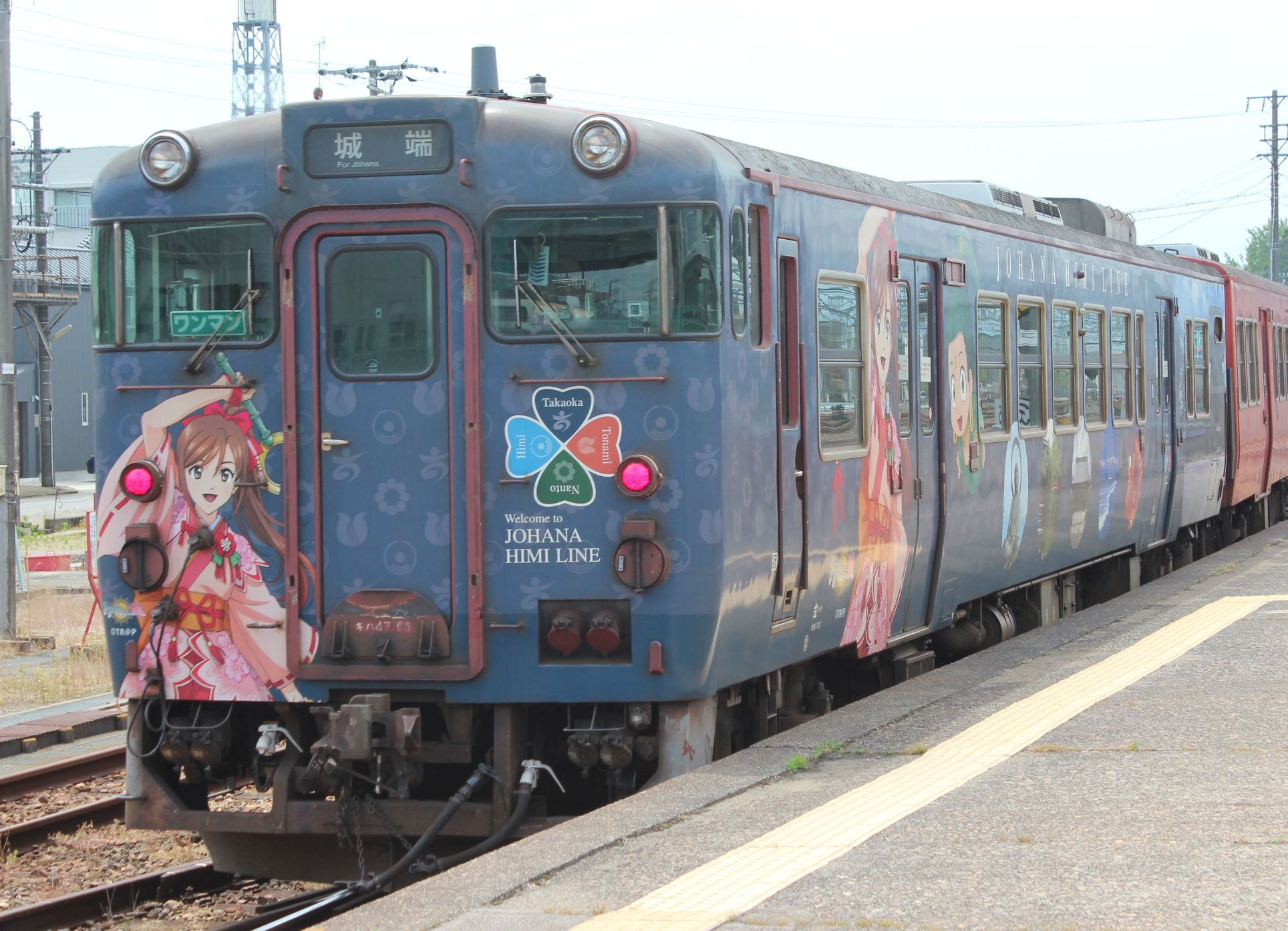
「あみたん列車」（2016年5月29日）
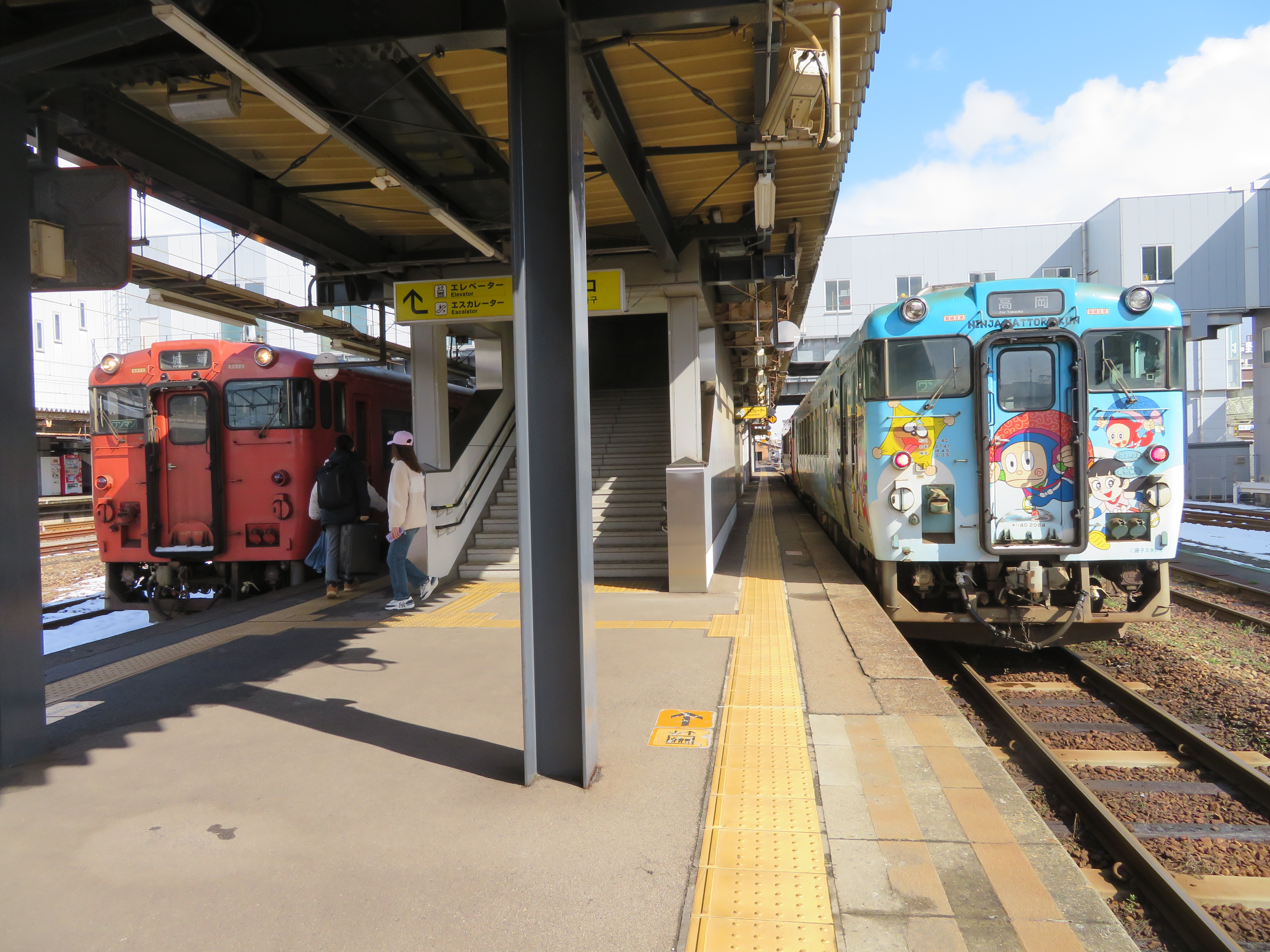
「忍者ハットリくん列車」の新塗装（画像右側、2024年3月2日）

客用ドアの開閉は年間を通じて押しボタンによる半自動ドア扱いとなっている。
2010年度までは月に一度、水曜日に昼間時間帯の列車が運休となる月があった。振替輸送（バス代行を含む）も実施されなかった。
2001年3月2日までは上下線ともに快速列車も設定されていたが、同年3月3日のダイヤ改正で回送としての側面が強かった下り始発1本をのぞいて廃止され（ただし休日運休に変更）、2002年3月23日のダイヤ改正によって全廃された。2000年2月時点の停車駅は次のとおりであった。
- 高岡駅 - 二塚駅 - 戸出駅 - （油田駅） - 砺波駅 - （高儀駅） - 福野駅 - 福光駅 - 城端駅
  - （ ）は下り始発列車のみ通過

毎年4月下旬から5月上旬にとなみチューリップフェアのための臨時列車「チューリップ号」が運転されていた。近年運行実績はなかったが、北陸新幹線が開業した2015年に5月3日から5日にかけて久々に運転されることになった。この列車は全線通して往復する年と高岡駅 - 砺波駅間のみの区間運転となる年があり、運転本数も年によって異なっていた。またこの臨時列車は快速列車で、2000年の停車駅は早朝の下り始発列車に準じていた。2015年の運転では途中、新高岡駅、砺波駅のみに停車する。このほかにも城端むぎや祭にあわせて臨時列車「むぎや号」が1往復運転されることがあった。

### 貨物列車
高岡駅 - 二塚駅間では貨物列車も運行されていた。1日2往復、コンテナ車で編成された高速貨物列車が日本貨物鉄道（JR貨物）東新潟機関区のDE10形ディーゼル機関車牽引で運行されており、2013年3月16日ダイヤ改正からは富山貨物駅 - 二塚駅間の直通運転に変更されている。乗務は全区間JR貨物富山機関区で、かつては高岡駅 - 二塚駅間をJR西日本高岡運転派出の運転士が乗務していたため、2014年5月までは高岡駅の城端線ホームで、JR貨物とJR西日本の運転士が交代する光景をみることができた。なお日曜は全区間で貨物列車が運休していた。
2015年のダイヤ改正以降も、城端線の貨物列車の運行は継続していたが、列車番号は臨時列車に割り当てられる9000番台に変更されており、鉄道貨物協会『貨物時刻表』には運行時刻が掲載されなくなった。2015年9月30日限りで二塚駅から分岐する中越パルプ工業生産本部二塚製造部の専用線および二塚駅発着の貨物列車が休止され、中越パルプ工業からの出荷貨物は高岡貨物駅までのトラック輸送に切り替えられた。専用線自体はその後も残されたが、途中にある道路を通過する場所に車が一時停車せずに済むよう設置された信号機は撤去され、道路の端の部分に逆U字型のガードレールが設置され、物理的に列車が通過できないようになっている。
なお、高岡駅 - 二塚駅間のJR貨物の第二種鉄道事業免許は2017年4月1日付で廃止された。

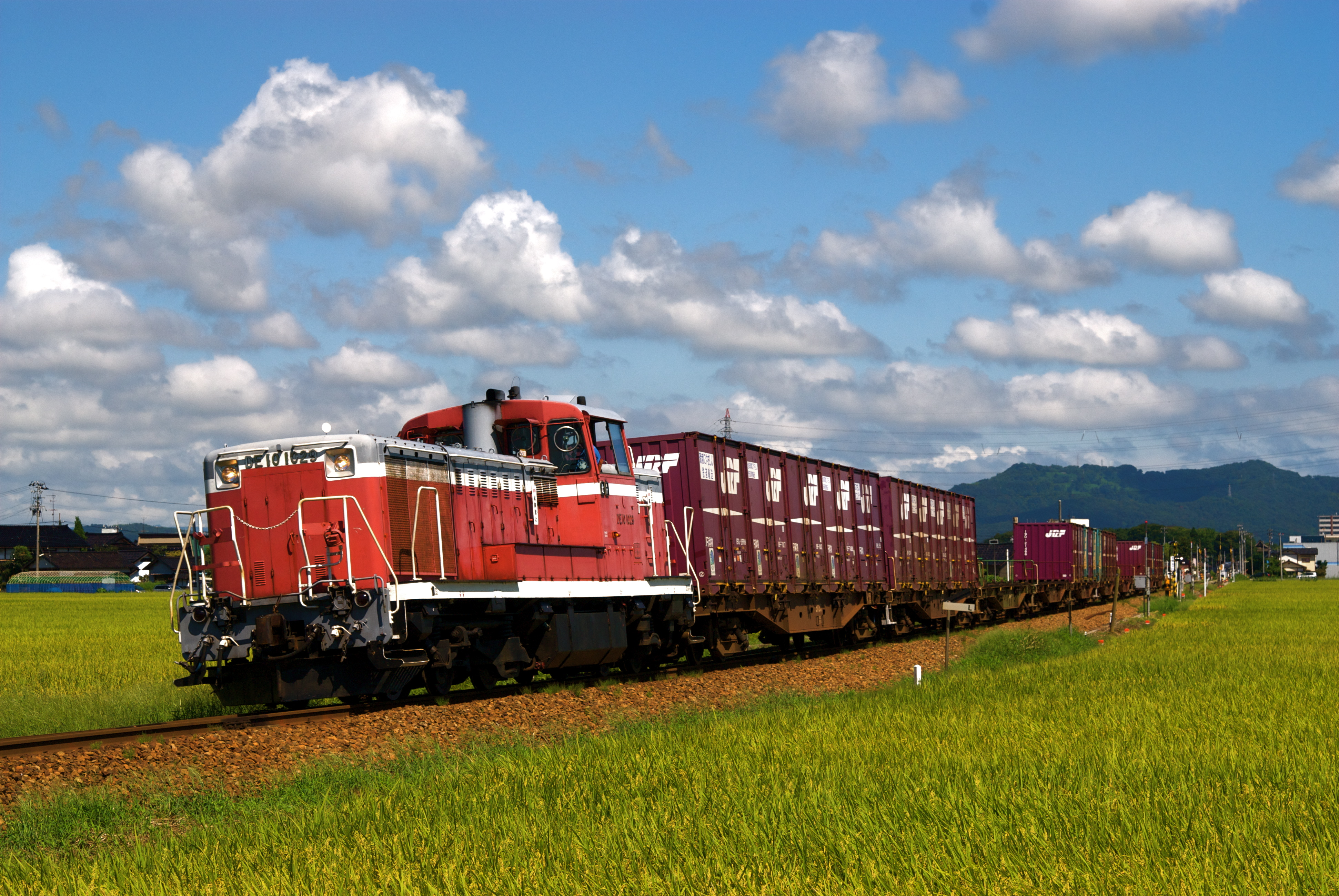
城端線の貨物列車（2008年8月31日）

## 歴史
中越鉄道により富山県初の鉄道として1897年に開業した。官設鉄道北陸線（現・あいの風とやま鉄道線）は当時未開業で、北陸線高岡駅の位置が当初予定から変更されることになったため、仮駅として黒田仮停車場を設け起点とした。国有化後は中越線を名乗ったが、のちに城端線となった。
- 1897年（明治30年）
  - 5月4日：中越鉄道 黒田仮停車場 - 福野駅間（10M55C≒17.2km）が開業。黒田仮停車場・戸出駅・出町駅・福野駅が開業。
  - 8月18日：福野駅 - 福光駅間（3M25C≒5.33km）が延伸開業。福光駅が開業。
  - 10月31日：福光駅 - 城端駅間（3M10C≒5.03km）が延伸開業。城端駅が開業。
- 1898年（明治31年）1月2日：高岡駅 - 黒田仮停車場間（1M30C≒2.21km）が延伸開業し、高岡駅 - 城端駅間が全通。高岡駅開業・黒田仮停車場が廃止。
- 1899年（明治32年）
  - 2月28日：全線改マイル（+7C≒0.14km）。
  - 4月3日：二塚駅（初代）が開業。
  - 5月30日：高儀駅開業。全線改マイル（-9C≒0.18km）。
- 1900年（明治33年）
  - 12月12日：全線改マイル（+3C≒0.06km）。
  - 12月29日：伏木駅 - 高岡駅間が延伸開業。油田駅が開業。
- 1902年（明治35年）
  - 5月15日：二塚駅（初代）が廃止。
  - 11月12日：マイル・チェーン表記からマイル表記のみに簡略化（高岡駅 - 城端駅間 18M41C→18.5M）。
- 1914年（大正3年）2月20日：二塚停留場が開業。
- 1920年（大正9年）9月1日：中越鉄道全線が国有化され、伏木駅 - 高岡駅 - 城端駅間が中越線となる[26]。二塚停留場が二塚駅（2代目）になる。
- 1930年（昭和5年）4月1日：マイル表記からメートル表記に変更（伏木駅 - 城端駅間 18.5M→29.9km）
- 1936年（昭和11年）11月21日：気動車運転開始[27]。高岡駅 - 城端駅間にキハ41000を運行[27]。
- 1942年（昭和17年）8月1日：高岡駅 - 城端駅間を城端線に改称、伏木駅 - 高岡駅間は氷見線に編入。
- 1951年（昭和26年）8月10日：東野尻駅・東石黒駅・越中山田駅が開業。
- 1954年（昭和29年）11月10日：出町駅が砺波駅に改称。
- 1956年（昭和31年）11月19日：林駅が開業。
- 1969年（昭和44年）：蒸気機関車による運行が終了[28]
- 1974年（昭和49年）7月1日：福光駅 - 城端駅間の貨物営業が廃止。
- 1980年（昭和55年）9月25日：二塚駅 - 福光駅間の貨物営業が廃止。
- 1983年（昭和58年）3月1日：全線で列車集中制御装置 (CTC) が使用開始[29]。CTCセンターは高岡駅に設置[29]。これにより国鉄のCTC化7,000kmを達成。
- 1987年（昭和62年）
  - 4月1日：国鉄分割民営化により西日本旅客鉄道が継承、日本貨物鉄道が高岡駅 - 二塚駅間の第二種鉄道事業者となる。
  - 10月5日：城端線、氷見線活性化推進協議会設立[30]。
  - 10月10日：快速列車の運行を開始する[30]。
- 1991年（平成3年）4月1日：高岡駅構内をのぞいた全線が金沢支社の管轄から高岡鉄道部の管轄になる。
- 1992年（平成4年）3月14日：ワンマン運転開始[31]。
- 1997年（平成9年）10月10日 - 10月12日：城端線全通100周年を記念して、28年ぶりに蒸気機関車（フラワー号）を1日1往復にて運行[28]。
- 2001年（平成13年）3月3日：上り快速列車が廃止。
- 2002年（平成14年）3月23日：すべての快速列車が廃止。
- 2009年（平成21年）6月1日：組織改正により高岡鉄道部が廃止され、全線が富山地域鉄道部の管轄になる[32]。
- 2013年（平成25年）3月16日：高岡駅 - 二塚駅間で運転されていた貨物列車を富山貨物駅 - 二塚駅間の運転に変更し機関車の付替えを省略。
- 2014年（平成26年）6月1日：富山貨物駅 - 二塚駅間で運転されている貨物列車の乗務を全区間JR貨物富山機関区に移管。
- 2015年（平成27年）
  - 1月22日：秋に観光列車を導入予定と発表[33]。
  - 3月14日：新高岡駅が開業。組織改正により富山地域鉄道部が廃止され、全線が北陸広域鉄道部の管轄になる[34]。二塚駅発着の貨物列車を、列車番号上で臨時列車化。ダイヤ改正により、地域活性化の社会実験を2年間の予定で開始し、毎日運転の臨時列車扱いで4往復を増発[33]。
  - 9月30日：二塚駅の中越パルプ工業専用線および二塚駅発着の貨物列車がこの日限りで休止[22][23]。
  - 10月10日：観光列車「ベル・モンターニュ・エ・メール」（べるもんた）運行開始[15]。
- 2017年（平成29年）
  - 4月1日：日本貨物鉄道の第二種鉄道事業（高岡駅 - 二塚駅間）が正式に廃止される[24]。
  - 4月15日：高岡駅 - 新高岡駅間でICカード「ICOCA」が利用可能になる[35]。
- 2020年（令和2年）1月29日：沿線自治体と富山県、JR西日本がLRT化などの新交通体系に移行する検討を始める[36]。
- 2021年（令和3年）10月2日：観光列車「ベル・モンターニュ・エ・メール」（べるもんた）を除く全列車がワンマン運転となる[37]。
- 2024年（令和6年）2月8日：概ね5年後を目途にあいの風とやま鉄道へ事業譲渡するという地域公共交通活性化法に基づく城端線・氷見線の鉄道事業再構築実施計画を国土交通省が認定[9]。
- 2025年（令和7年）度中：新高岡駅 - 城端駅間でICカード「ICOCA」が利用可能となる予定[38]。

## 駅一覧
- 旅客列車は全列車普通列車（全駅に停車）
- 線路（全線単線） … ◇・∨・∧：列車交換可、｜：列車交換不可
- 全駅富山県内に所在

| 駅名       | 営業キロ | 営業キロ | 接続路線・備考                                                                                        | 線路 | 所在地 |
| 駅名       | 駅間     | 累計     | 接続路線・備考                                                                                        | 線路 | 所在地 |
| ---------- | -------- | -------- | --- | ---- | ------ |
| 高岡駅     | -        | 0.0      | 西日本旅客鉄道：■氷見線 あいの風とやま鉄道：■あいの風とやま鉄道線 万葉線：高岡軌道線 （高岡駅停留場） | ∨    | 高岡市 |
| 新高岡駅   | 1.8      | 1.8      | 西日本旅客鉄道： 北陸新幹線                                                                           | ｜   | 高岡市 |
| 二塚駅     | 1.5      | 3.3      | | ◇    | 高岡市 |
| 林駅       | 1.3      | 4.6      | | ｜   | 高岡市 |
| 戸出駅     | 2.7      | 7.3      | | ◇    | 高岡市 |
| 油田駅     | 3.4      | 10.7     | | ｜   | 砺波市 |
| 砺波駅     | 2.6      | 13.3     | | ◇    | 砺波市 |
| 東野尻駅   | 2.2      | 15.5     | | ｜   | 砺波市 |
| 高儀駅     | 1.5      | 17.0     | | ｜   | 南砺市 |
| 福野駅     | 2.4      | 19.4     | | ◇    | 南砺市 |
| 東石黒駅   | 2.6      | 22.0     | | ｜   | 南砺市 |
| 福光駅     | 2.7      | 24.7     | | ◇    | 南砺市 |
| 越中山田駅 | 2.8      | 27.5     | | ｜   | 南砺市 |
| 城端駅     | 2.4      | 29.9     | | ∧    | 南砺市 |

高岡駅はあいの風とやま鉄道の、新高岡駅はJR西日本の直営駅で、砺波駅はJR西日本金沢メンテックの業務委託駅（みどりの窓口設置）、戸出駅・福野駅・福光駅・城端駅は簡易委託駅、その他の駅はすべて無人駅である。

### 廃駅
- 黒田仮停車場：1898年廃止、新高岡駅 - 二塚駅間（高岡起点 約2.2km）
- 二塚駅（初代）：1902年廃止、現・二塚駅 - 林駅間（高岡起点 約3.8km）

### 過去の接続路線
- 福野駅：加越能鉄道加越線 - 1972年廃止

## 利用状況
各年度の平均通過人員（人/日）は以下のとおりである。
| 年度                   | 平均通過人員（人/日） | 出典   |
| 年度                   | 高岡 - 城端           | 出典   |
| ---------------------- | --------------------- | ------ |
| 1987年度（昭和62年度） | 4,479                 | [ 40 ] |
| 2013年度（平成25年度） | 2,628                 | [ 40 ] |
| 2014年度（平成26年度） | 2,536                 | [ 41 ] |
| 2015年度（平成27年度） | 2,787                 | [ 42 ] |
| 2016年度（平成28年度） | 2,776                 | [ 43 ] |
| 2017年度（平成29年度） | 2,858                 | [ 44 ] |
| 2018年度（平成30年度） | 2,899                 | [ 45 ] |
| 2019年度（令和元年度） | 2,923                 | [ 46 ] |
| 2020年度（令和02年度） | 2,397                 | [ 47 ] |
| 2021年度（令和03年度） | 2,376                 | [ 48 ] |
| 2022年度（令和04年度） | 2,481                 | [ 49 ] |
| 2023年度（令和05年度） | 2,540                 | [ 50 ] |